# Дискаунтер (магазин)

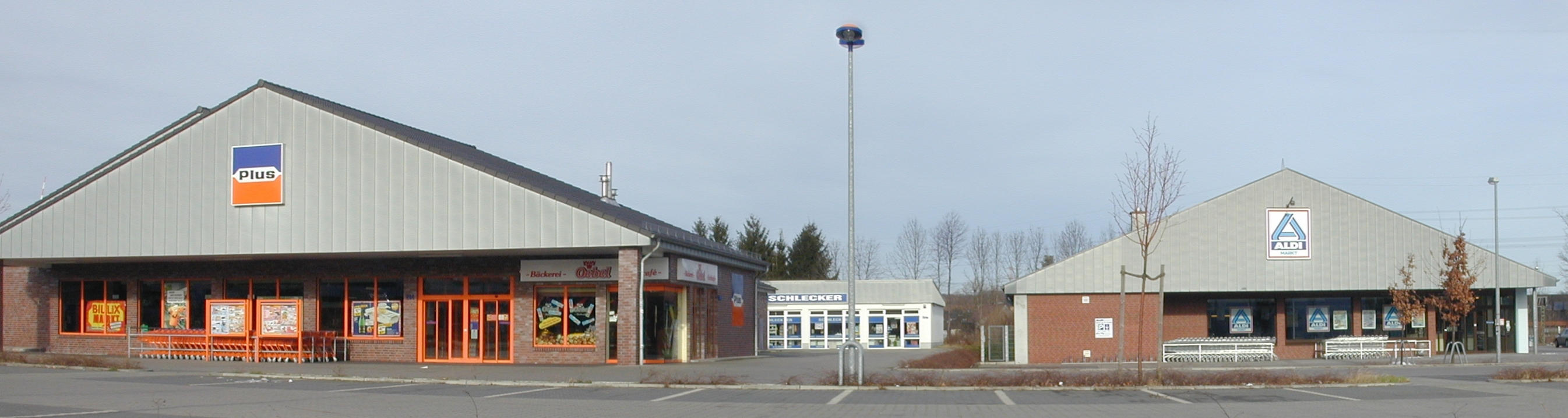
Немецкий продуктовый дискаунтер Aldi

Дискаунтер (от англ. discount — скидка, делать скидку, по-русски магазин сниженных цен) — магазин с широким ассортиментом товаров по ценам ниже средних рыночных.

## История
Первые магазины низких цен появились в Германии в середине 1950-х годов, в условиях относительной экономической стабильности и минимальной инфляции.
В период экономического кризиса дискаунтеры пользуются повышенной популярностью.

### В России
В связи с ростом цен на продукты в России в 2015 году решающим фактором для покупателей стала цена. Расходы на еду в ежедневных тратах перевалили за 60 %, семь из десяти покупателей констатируют, что перешли на более дешёвые товары, а 75 % — что главным фактором выбора для них стала цена, свидетельствуют данные «Потребительского индекса Иванова», всероссийский опрос для которого ежеквартально проводится по заказу Sberbank CIB. Уже в середине года 28 % опрошенных ВЦИОМ жителей городов признавались, что "проедают" сбережения — тратят деньги, отложенные «на чёрный день», на ежедневные расходы.
В поисках выгодных покупок люди теперь готовы не только внимательнее смотреть на ценники, но и тратить больше времени на сами покупки — многие курсируют между магазинами крупнейших сетей в поисках лучших цен и промоакций. Супермаркетам и гипермаркетам покупатели стали предпочитать дискаунтеры и «магазины у дома».

## Бизнес-модель
Управление таким магазином направлено на снижение издержек за счёт минимального количества работающего персонала, упрощённого интерьера торгового зала и выкладки товаров (в крупных штабелях).
В случае наличия достаточно большой сети таких магазинов практикуется постоянное перемещение партий товара из одного магазина в другой, где есть более высокий спрос на данный товар; таким образом достигается экономия на складских помещениях.
Экономия составляет от 20 до 40 % и достигается за счет снижения прямых и переменных затрат.

## Жёсткие дискаунтеры, примеры в России

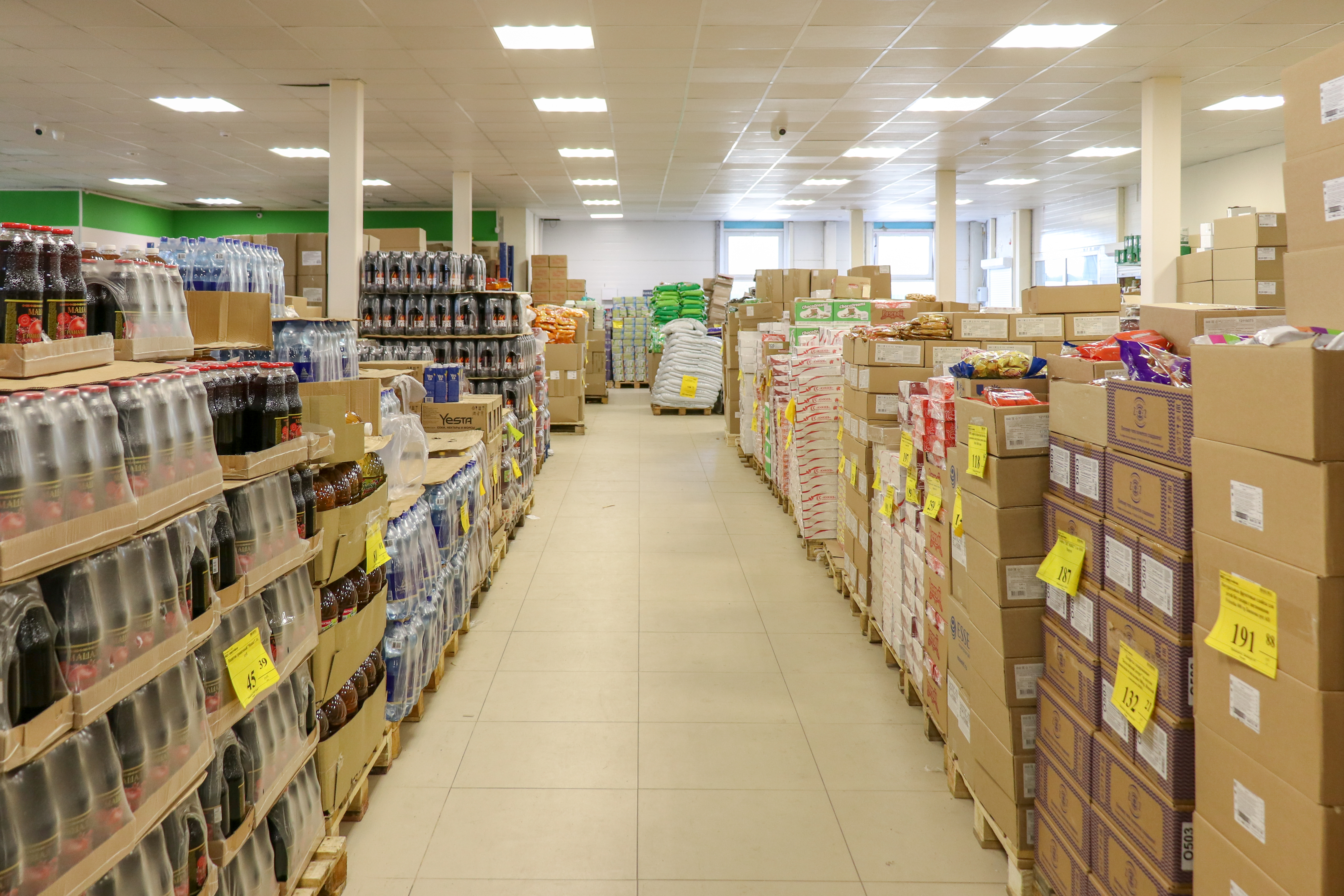
Интерьер российского «Светофора»

Жёсткими дискаунтерами, или «нищемаркетами», называют магазины, выставляющие минимально возможные цены и экономящие на всём, включая оформление торгового зала. Их формат влияет и на ассортимент: так, вместо крупных брендов там бывают представлены поставщики, не имеющие возможности попасть на полки обычных сетей (например, из-за невозможности гарантировать стабильность объёма поставок или обеспечить обратный выкуп непроданного товара) и поставляющие свои товары дешевле. Однако «нищемаркеты», развиваемые крупными торговыми компаниями, могут быть неотличимы по ассортименту от основной сети, а низкие цены там достигаются в том числе за счёт товаров под собственной торговой маркой.
Сети, развиваемые крупными компаниями и привязанные к общей логистике:
- Моя цена (АО «Тандер»). Ассортимент во многом пересекается с «Магнитом», логистика общая.
- Чижик (X5 Group). Схожий ассортимент и общая логистика с «Пятёрочкой», оформление магазинов нарочито индустриальное.
- 365+ (ООО «Лента»). Схожий ассортимент и общая логистика с «Лентой». Всего 2 магазина.

Автономные сети:
- Низкоцен (ООО «Холлифуд») — работает в Сибири и на Южном Урале.
- Доброцен (ООО «Правильный выбор»)
- Светофор (несколько юрлиц под общим названием «Торгсервис») — крупнейшая сеть, сильно раздроблена на сегменты. Вышла в Европу под брендом Mere.
- Чеснок — ретейлер основан топ-менеджером белорусской компании «Евроопт». Всего — 37 магазинов[6].